# 緑の地平線〜ホライゾン
『緑の地平線〜ホライゾン』（みどりのちへいせん〜ホライゾン、原題：Horizon）は、カーペンターズが1975年に発表したアルバム。スタジオ・アルバムとしては6作目。

## 解説
カーペンターズのアルバムとしては初めて、24トラックのマルチトラックレコーダーで録音された。元デレク・アンド・ザ・ドミノスのジム・ゴードンが、カーペンターズのレコーディングに初参加した。
「愛は虹の色 (デスペラード)」はイーグルスのカヴァー（イーグルスのヴァージョンの日本語タイトルは「ならず者」）。「プリーズ・ミスター・ポストマン」はマーヴェレッツのカヴァー。「ソリテアー」はニール・セダカのカヴァー。なお、本作に伴うアメリカ・ツアーではセダカがオープニング・アクトを務めたが、途中で降板してしまうというトラブルも発生した。
本作は、本国アメリカではトップ10にランク・インされなかったが、全英アルバム・チャートでは通算5週に渡って1位を獲得。日本でも、『ナウ・アンド・ゼン』（1973年）ほどのロング・セラーとはならなかったが、オリコンの総合アルバム・チャートで1位を獲得した。本作からは、先行シングル「プリーズ・ミスター・ポストマン」がBillboard Hot 100で1位となり、続いて「オンリー・イエスタデイ」が4位、「ソリテアー」が17位に達した。『ビルボード』誌のイージー・リスニング・チャート（後のアダルト・コンテンポラリー・チャート）では、シングル3作とも1位を獲得した。

## 収録曲
特記なき楽曲はリチャード・カーペンターとジョン・ベティスの共作。
1. 希望の鐘 - "Aurora" - 2:14
2. オンリー・イエスタデイ - "Only Yesterday" - 4:12
3. 愛は虹の色 (デスペラード) - "Desperado" (Don Henley, Grenn Frey) - 3:37
4. プリーズ・ミスター・ポストマン - "Please Mr. Postman" (William Garrett, Brian Holland, F. Gorman, Georgia Dobbins, Robert Bateman) - 2:50
5. アイ・キャン・ドリーム - "I Can Dream, Can't I?" (Irving Kahal, Sammy Fain) - 4:58
6. ソリテアー - "Solitaire" (Neil Sedaka, Phil Cody) - 4:39
7. ハッピー - "Happy" (Tony Peluso, Diane Rubin, John Bettis) - 4:37
8. グッバイ・アンド・アイ・ラヴ・ユー - "(I'm Caught Between) Goodbye And I Love You" - 4:04
9. 愛は木の葉のように - "Love Me For What I Am" (J. Bettis, Palma Pascale) - 3:30
10. 悲しみの夕暮れ - "Eventide" - 1:32

## 参加ミュージシャン
- カレン・カーペンター - ボーカル、ドラムス
- リチャード・カーペンター - ボーカル、キーボード
- トニー・ペルーソ - ギター
- ジョー・オズボーン - ベース
- ジム・ゴードン - ドラムス
- サド・マックスウェル - スティール・ギター
- レッド・ローズ - スティール・ギター
- ボブ・メッセンジャー - テナー・サックス
- ダグ・ストローン - バリトン・サックス
- トム・モーガン - ハーモニカ
- アール・ダムラー - オーボエ、イングリッシュ・ホルン
- ゲイル・レヴァント - ハープ

下記ミュージシャンは「アイ・キャン・ドリーム」に参加。
- ビリー・メイ - 編曲、オーケストレーション
- ボブ・ベイン - ギター
- ピート・ジョリー - キーボード
- ジョン・モンドラゴン - ベース
- アルヴィン・ストーラー - ドラムス
- フランク・フリン - ヴィブラフォン
- ジャッキー・ワード - バッキング・ボーカル
- ミッチ・ゴードン - バッキング・ボーカル
- ジョン・バーラー - バッキング・ボーカル
- ジーン・メルリノ - バッキング・ボーカル